# ناحیه زلاتیبور
ناحیه زلاتیبور (به صربی: Zlatibor District) یک روستا در صربستان است که در صربستان واقع شده‌است. ناحیه زلاتیبور ۶٬۱۴۰ کیلومتر مربع مساحت و ۲۸۶٬۵۴۹ نفر جمعیت دارد.